# Makou (köpinghuvudort i Kina, Hubei Sheng, lat 30,57, long 113,83)
Makou (kinesiska: 马口, 马口镇) är en köpinghuvudort i Kina. Den ligger i provinsen Hubei, i den centrala delen av landet, omkring 43 kilometer väster om provinshuvudstaden Wuhan. Antalet invånare är 79 833. Befolkningen består av 40 207 kvinnor och 39 626 män. Barn under 15 år utgör 11,0 %, vuxna 15-64 år 79 %, och äldre över 65 år 8,0 %.
Runt Makou är det mycket tätbefolkat, med 1 095 invånare per kvadratkilometer. Närmaste större samhälle är Xiannüshan, 8,2 km norr om Makou. Trakten runt Makou består till största delen av jordbruksmark.
Genomsnittlig årsnederbörd är 1 441 millimeter. Den regnigaste månaden är juli, med i genomsnitt 203 mm nederbörd, och den torraste är december, med 19 mm nederbörd.